# Euchlorostola megathyris
Euchlorostola megathyris är en fjärilsart som beskrevs av George Francis Hampson 1914. Euchlorostola megathyris ingår i släktet Euchlorostola och familjen björnspinnare. Inga underarter finns listade i Catalogue of Life.